# Los Sabinos, Santa María Peñoles
Los Sabinos är en ort i Mexiko.   Den ligger i kommunen Santa María Peñoles och delstaten Oaxaca, i den sydöstra delen av landet, 300 km sydost om huvudstaden Mexico City. Los Sabinos ligger 1 735 meter över havet och antalet invånare är 157.
Terrängen runt Los Sabinos är huvudsakligen kuperad. Los Sabinos ligger nere i en dal. Runt Los Sabinos är det glesbefolkat, med 16 invånare per kvadratkilometer. Närmaste större samhälle är San Miguel Peras, 15,8 km sydost om Los Sabinos. I omgivningarna runt Los Sabinos växer huvudsakligen savannskog.